# Henk de Velde
Henk de Velde (IJsselmuiden, 12 de enero de 1949 - 3 de noviembre de 2022) fue un marino neerlandés, famoso por sus largas travesías en solitario alrededor del mundo.

## Biografía
En sus comienzos trabajó en la marina mercante durante trece años, ascendiendo desde marinero de primera a capitán. A la edad de veintiocho años se dedicó en forma definitiva a la navegación oceánica. En 1978 comenzó su primera travesía alrededor del mundo, que finalmente le llevaría siete años. La realizó con su esposa de entonces, de la que se separó en 1984. Su hijo Stefan Vairoa nació durante la travesía, en 1981, en la isla de Pascua.

### Viajes posteriores
En 1985 regresó a Holanda. En 1989 partió nuevamente en una circunnavegación sin escalas con un catamarán de 60 pies (18 metros), de nombre «Alisum J&B» Dicha travesía duró 158 días, y tuvo que detenerse en Nueva Zelanda para realizar reparaciones.
Su tercera travesía la realizó en 1992 con «Zeeman», un catamarán de 60 pies (18 metros). La travesía fue transmitida por la televisión holandesa en el programa «5 O’Clock Show». Debido a problemas eléctricos fue dado por perdido, y tres días antes de su arribo colisionó con un contenedor flotante. Dicho accidente lo dejó inconsciente, y finalmente un carguero ruso lo rescató. Debido a una doble fractura de cráneo, fue hospitalizado en la isla de Madeira, antes de regresar a Holanda.
En 1996, partió a bordo de «C 1000», un catamarán de 71 pies (21,3 metros) y navegó durante 119 días sin escala alrededor del mundo. Oficialmente no rompió el récord de la categoría, ya que no navegó de acuerdo a las reglas del WSSRC (World Sailing Speed Record Council). Henk de Velde es aún la única persona en el mundo que navegó en un catamarán en solitario sin escalas alrededor del mundo.
En 2001 reinició su actividad con un velero monocasco de acero de nombre «Campina». En esta oportunidad eligió una ruta completamente diferente: en lugar de ir este a oeste o de oeste a este, quiso cruzar el mundo de norte a sur atravesando el paso NE del norte de Siberia. Tuvo que pasar el invierno en Tiksi, donde estuvo a bordo con temperaturas de entre -35 y -60 °C. En el 2004 Vaigach, un rompehielos nuclear ruso, lo ayudó, ya que el hielo duro había destruido los timones de su barco. En diciembre del mismo año regresó a Holanda con el velero dañado.
En septiembre de 2007 partió en su sexta circunnavegación con el trimarán «Juniper», para no regresar a Holanda. A dicha travesía sin fin la denomina «la ruta de los peregrinos a los confines de este mundo». El trimarán de 52 pies (15,6 metros) pertenece a un diseño de Chris White.

## Escritos
Henk de Velde escribió siete libros, todos en holandés. En todos sus escritos medita acerca de la libertad. De Velde no solo era un marino, sino también un filósofo, y algunos lo consideran un místico.
Dirigió dos documentales: «Sea of Heartbreak» (1997) y «1000 Days of Loneliness» (2005). Trabajó estrechamente con los medios de comunicación holandeses.